# Gesellschaftliche Naturverhältnisse
Der Begriff Gesellschaftliche Naturverhältnisse bezeichnet eine spezifische Form der Konzeptualisierung und Analyse des Verhältnisses von Gesellschaften zu ihrer natürlichen Umwelt. Gesellschaftliche Naturverhältnisse bilden den Gegenstand der Sozialen Ökologie.
Sie repräsentieren begrifflich die dynamischen Beziehungsmuster zwischen dem Bereich der ‚Gesellschaft’ und dem der ‚Natur’. Gesellschaftliche Naturverhältnisse werden materiell reguliert (z. B. durch Versorgungssysteme für Wasser, Nahrung und Energie) und kulturell symbolisiert (z. B. durch Theorien, Naturbilder oder Mythen). Anhand einzelner und konkreter Phänomenzusammenhänge lässt sich untersuchen, wie unterschiedliche gesellschaftliche und natürliche Elemente selektiv und dynamisch miteinander verknüpft sind. Auf der Ebene konkreter Phänomene kann und muss zwischen einer Vielzahl einzelner gesellschaftlicher Naturverhältnisse differenziert werden. Basale gesellschaftliche Naturverhältnisse bilden sich in Prozessen der Bedürfnisbefriedigung heraus. Beispiele dafür sind Ernährung, Fortpflanzung und Sexualität, Räumliche Mobilität.
Der Begriff der gesellschaftlichen Naturverhältnisse lässt sich sowohl auf historische als auch auf (post)moderne Gesellschaften anwenden. Jeder Versuch, die gesellschaftlichen Naturverhältnisse (z. B. in ihrer Krisenhaftigkeit) zu begreifen, erfordert, das Verhältnis von Gesellschaft und Natur zum Thema zu machen. Dies ist aber nur möglich, wenn man die problematischen Praktiken untersucht, mit denen in einer Gesellschaft zwischen Gesellschaft und Natur unterschieden wird.
Der Begriff ‚gesellschaftliche Naturverhältnisse’ spielt in den meisten Ansätzen der sozial-ökologischen Forschung, in der Umweltsoziologie und in der Humanökologie eine prominente Rolle. Oft wird dabei dann vom gesellschaftlichen Naturverhältnis (im Singular) gesprochen, welches als dialektischer ‚Vermittlungszusammenhang’ von Gesellschaft und Natur dargestellt werden soll. Dabei verweisen die Begriffe Gesellschaft und Natur konstitutiv aufeinander: 'Natur' ist ohne einen Begriff von 'Gesellschaft' nicht angemessen zu denken, und jeder Begriff von 'Gesellschaft' verweist auf 'Natur'.